# Myzakkaia verbasci
Myzakkaia verbasci är en insektsart. Myzakkaia verbasci ingår i släktet Myzakkaia och familjen långrörsbladlöss. Inga underarter finns listade i Catalogue of Life.